# W&W (duo)
W&W is een Nederlands dj- en producerduo, bestaande uit Willem van Hanegem jr. (zoon van oud-voetballer Willem van Hanegem) en Ward van der Harst (alias Re-Ward).

## Geschiedenis
Van Hanegem en Van der Harst kwamen elkaar tegen in 2007 en gingen samen verder onder de naam W&W. Hun stijl bevat invloeden uit verschillende genres, zoals trance, electro en progressive house.
Ze hebben een aantal prijzen gewonnen, waaronder de 'Sunset Music Award 2010' voor beste set in 2009 en 'The Electro Awards 2013' voor beste remix van Armin van Buuren feat. Trevor Guthrie - This Is What It Feels Like. Waves, dat ze maakten samen met Dimitri Vegas & Like Mike, werd het anthem van Tomorrowland 2014. Ze wonnen ook twee gouden platen, een voor Bigfoot en een voor Arcade met Dimitri Vegas & Like Mike.

### Muziek
| Titel                                         | Uitgavedatum     |
| --------------------------------------------- | ---------------- |
| Voltage                                       | 12 juni 2017     |
| Dragon                                        | 20 november 2017 |
| Ends Of Time                                  | 16 maart 2018    |
| Time Spiral                                   | 20 augustus 2018 |
| Wormhole                                      | 27 augustus 2018 |
| The Melody (met Andrew Rayel)                 | 4 februari 2019  |
| Artificial Intelligence                       | 29 april 2019    |
| Mind Control                                  | 2 december 2019  |
| Heart Eyes                                    | 20 april 2020    |
| Gamer                                         | 6 augustus 2020  |
| Drakaina                                      | 13 november 2020 |
| Shenron                                       | 12 februari 2021 |
| InterGalactic (met FLRNTN en Darius & Finley) | 4 juni 2021      |
| Year Of The Dragon                            | 27 augustus 2021 |
| The Lone Ranger                               | 28 januari 2022  |
| Zero Gravity                                  | 18 maart 2022    |
| Cocoon (met Wiwek)                            | 13 mei 2022      |
| S1R1                                          | 10 juni 2022     |
| Music In The Air (met AXMO en STVW)           | 12 augustus 2022 |

#### Remixes
| Artiesten                             | Geremixt           | Uitgavedatum     |
| ------------------------------------- | ------------------ | ---------------- |
| Ed Sheeran                            | Castle On The Hill | 13 maart 2017    |
| Gareth Emery, Standerwick ft. HALIENE | Saving Light       | 18 augustus 2017 |

## Platenlabel
Van Hanegem en Van der Harst richten in 2012 hun eigen platenlabel op, genaamd Mainstage Music. Het label is onderdeel van Armada Music. Dit label is opgeheven in 2018 en is Rave Culture er voor in de plaats gekomen.

## Uitgebrachte muziek
| Titel                                                               | Uitgavedatum      | Platenlabel                    |
| ------------------------------------------------------------------- | ----------------- | ------------------------------ |
| Mustang                                                             | 16 januari 2008   | Armada Music                   |
| Eruption                                                            | 24 maart 2008     | Armada Music                   |
| Countach                                                            | 19 mei 2008       | Armada Music                   |
| Intercity                                                           | 19 mei 2008       | Armada Music                   |
| Dome                                                                | 23 september 2008 | Armada Music                   |
| Arena                                                               | 8 december 2008   | Armada Music                   |
| The Plan                                                            | 23 februari 2009  | Armada Music                   |
| Mainstage                                                           | 14 januari 2010   | Armada Music                   |
| D.N.A.                                                              | 1 februari 2010   | Armada Music                   |
| Manhattan                                                           | 17 mei 2010       | Armada Music                   |
| Alpha                                                               | 13 augustus 2010  | Armada Music                   |
| Saturn (met Leon Bolier)                                            | 6 oktober 2010    | Spinnin' Records               |
| Break The Rules (met Ben Gold)                                      | 29 oktober 2010   | Armada Music                   |
| Nexgen (met Ben Gold)                                               | 3 november 2010   | Armada Music                   |
| Impact                                                              | 14 januari 2011   | Armada Music                   |
| AK47                                                                | 4 februari 2011   | Armada Music                   |
| Synergy (met Ummet Ozcan)                                           | 6 april 2011      | Reset Records                  |
| Three O' Clock (met Ana Criado)                                     | 4 juli 2011       | Armada Music                   |
| Beta                                                                | 24 augustus 2011  | Armada Music                   |
| Twist (met Mark Sixma)                                              | 12 augustus 2011  | Armada Music                   |
| Nowhere To Go (met Bree)                                            | 19 december 2011  | Armada Music                   |
| Invasion                                                            | 27 februari 2012  | A State of Trance              |
| Shotgun                                                             | 11 april 2012     | Mainstage Music                |
| White Label                                                         | 28 mei 2012       | Mainstage Music                |
| Summer (met Jochen Miller)                                          | 18 juni 2012      | Armada Music                   |
| Trigger (met Marcel Woods)                                          | 3 juli 2012       | Revealed Recordings            |
| Moscow                                                              | 23 juli 2012      | Mainstage Music                |
| Lift Off!                                                           | 3 december 2012   | Mainstage Music                |
| The Code (met Ummet Ozcan)                                          | 4 februari 2013   | Revealed Recordings            |
| D# Fat (met Armin van Buuren)                                       | 25 februari 2013  | Armind                         |
| Thunder                                                             | 20 mei 2013       | Mainstage Music                |
| Jumper (met Hardwell)                                               | 5 augustus 2013   | Revealed Recordings            |
| Bigfoot                                                             | 10 februari 2014  | Mainstage Music                |
| Ghost Town                                                          | 5 maart 2014      | Mainstage Music                |
| Rocket (met Blasterjaxx)                                            | 21 april 2014     | Revealed Recordings            |
| Waves (met Dimitri Vegas & Like Mike)                               | 25 juli 2014      | Mainstage Music                |
| The Dance Floor Is Yours (met Hardwell)                             | 2 september 2014  | Geen                           |
| Shocker (met Headhunterz)                                           | 8 september 2014  | Mainstage Music                |
| We Control The Sound (met Headhunterz)                              | 11 november 2014  | Mainstage Music                |
| Don't Stop The Madness (met Hardwell en Fatman Scoop)               | 22 december 2014  | Revealed Recordings            |
| Rave After Rave                                                     | 18 maart 2015     | Mainstage Music                |
| Bowser (met Blasterjaxx)                                            | 1 juni 2015       | Revealed Recordings            |
| The One                                                             | 29 juni 2015      | Mainstage Music                |
| Spack Jarrow (met MOTi)                                             | 24 augustus 2015  | Musical Freedom                |
| If It Ain't Dutch (met Armin van Buuren)                            | 21 december 2015  | Mainstage Music                |
| Arcade (met Dimitri Vegas & Like Mike)                              | 29 februari 2016  | Smash The House, Armada Music  |
| How Many                                                            | 28 maart 2016     | Mainstage Music                |
| Live The Night (met Hardwell en Lil Jon)                            | 11 juli 2016      | Mainstage Music                |
| Caribbean Rave                                                      | 31 oktober 2016   | Mainstage Music                |
| Get Down (met Hardwell)                                             | 18 november 2016  | Revealed Recordings            |
| Whatcha Need                                                        | 27 januari 2017   | Mainstage Music                |
| Put EM Up                                                           | 10 april 2017     | Mainstage Music                |
| Chakra (met Vini Vici)                                              | 18 september 2017 | Mainstage Music                |
| Crowd Control (met Dimitri Vegas & Like Mike                        | 20 oktober 2017   | Smash The House                |
| God Is A Girl (met Groove Coverage)                                 | 12 maart 2018     | Mainstage Music                |
| Supa Dupa Fly 2018                                                  | 9 april 2018      | Mainstage Music                |
| Long Way Down (met Darren Styles en Giin)                           | 7 mei 2018        | Mainstage Music                |
| Arcade Mammoth (met Dimitri Vegas & Like Mike en Moguai)            | 3 augustus 2018   | Smash The House                |
| Rave Culture                                                        | 8 oktober 2018    | Rave Culture                   |
| Ready To Rave (met Armin van Buuren)                                | 3 december 2018   | Rave Culture                   |
| Repeat After Me (met Dimitri Vegas & Like Mike en Armin van Buuren) | 11 januari 2019   | Smash The House                |
| The Light (met Kizuna AI)                                           | 1 maart 2019      | Rave Culture                   |
| Matrix (met Maurice West)                                           | 25 maart 2019     | Rave Culture                   |
| Ups & Downs (met Nicky Romero)                                      | 12 april 2019     | Protocol Recordings            |
| Let The Music Take Control (met Blasterjaxx)                        | 17 mei 2019       | Rave Culture                   |
| Khaleesi (met 3 Are Legend)                                         | 26 juli 2019      | Smash The House                |
| Tricky Tricky (met Timmy Trumpet en Will Sparks)                    | 11 november 2019  | Rave Culture                   |
| Wizard Of The Beats (met Sandro Silva en Zafrir)                    | 24 februari 2020  | Rave Culture                   |
| Do It For You (met Lucas & Steve)                                   | 13 maart 2020     | Rave Culture, Spinnin' Records |
| Clap Your Hands (met Dimitri Vegas & Like Mike en Fedde Le Grand)   | 29 mei 2020       | Smash The House                |
| Comin' To Getcha                                                    | 17 juli 2020      | Rave Culture                   |
| Rave Love (met AXMO en SONJA)                                       | 23 oktober 2020   | Rave Culture                   |
| Gold                                                                | 18 december 2020  | Rave Culture                   |
| Distant Memory (met R3HAB en Timmy Trumpet)                         | 12 maart 2021     | CYB3RPVNK                      |
| Skydance (met AXMO en Giin)                                         | 30 april 2021     | Rave Culture                   |
| Greece 2021 (met Martin Jensen en Linnea Schössow)                  | 9 juli 2021       | Rave Culture                   |
| This Is Our Legacy (met Sandro Silva en Justin Prime)               | 6 augustus 2021   | Rave Culture                   |
| We're Still Young (met Nicky Romero)                                | 10 september 2021 | Rave Culture                   |
| Dynamite (Bigroom Nation) (met Blasterjaxx)                         | 29 oktober 2021   | Rave Culture                   |
| Moonlight Shadow (met Groove Coverage)                              | 26 november 2021  | Rave Culture                   |
| StarShine (I Don't Want This Night To End) (met AXMO en SONJA)      | 25 februari 2022  | Rave Culture                   |
| Sao Paulo (met The Lost Shepherds en Sonny Wilson)                  | 8 april 2022      | Rave Culture                   |
| Come With Me (met Harris & Ford en Special D.)                      | 8 juli 2022       | Rave Culture                   |
| Hot Summer Nights (met Nicky Romero)                                | 9 september 2022  | Protocol Recordings            |
| Rave Time (met Jaxx & Vega en Maikki)                               | 23 september 2022 | Rave Culture                   |
| Paradise (met Sub Zero Project)                                     | 28 oktober 2022   | Rave Culture                   |
| Freed From Desire (met Ben Nicky en KEVU)                           | 11 november 2022  | Rave Culture                   |
| Poison (met R3HAB en Timmy Trumpet)                                 | 25 november 2022  | Tomorrowland Music             |
| Heaven Is A Place On Earth (met AXMO)                               | 16 december 2022  | Rave Culture                   |
| Armageddon (met Wiwek)                                              | 13 januari 2023   | Rave Culture                   |
| Rave Superstar (met AXMO en Haley Maze)                             | 24 februari 2023  | Rave Culture                   |

### Remixes
- M6 - Fade 2 Black (W&W Remix)
- Orjan - Arctic Globe (W&W Remix)
- Aly & Fila feat. Denise Rivera - My Mind Is With You (W&W Remix)
- Armin van Buuren feat. Cathy Burton - Rain (W&W Remix)
- Marcel Woods - Champagne Dreams (W&W Remix)
- Dash Berlin feat. Emma Hewitt - Waiting (W&W Remix)
- Armin van Buuren feat. Trevor Guthrie - This Is What It Feels Like (W&W Remix)
- Krewella - Live For The Night (W&W Remix)
- Armin van Buuren feat. Richard Bedford - Love Never Came (W&W vs Armin van Buuren Remix)
- Gareth Emery feat. Bo Bruce - U (W&W Remix)
- Dimitri Vegas & Like Mike, Diplo & Fatboy Slim feat. Bonde Do Role & Pin - Eparrei (W&W Remix)
- Mark Sixma - Shadow (W&W Edit)
- Zombie Nation - Kernkraft 400 (W&W Remix)
- Timmy Trumpet & Savage - Freaks (W&W Bigroom Edit)
- Axwell Λ Ingrosso - Sun Is Shining (W&W Remix)
- Hardwell feat. Mr. Probz - Birds Fly (W&W Festival Mix)
- The Chainsmokers ft. Daya - Don't Let Me Down (W&W Remix)
- Rihanna - Needed Me (W&W Remix)
- Mike Posner - I Took A Pill In Ibiza (W&W Festival Mix)
- Steve Aoki feat. BTS - Waste It On Me (W&W Remix)